# Несті Петесіо
Несті Петесіо (нар. 11 квітня 1992) — філіппінська боксерка, срібна призерка Олімпійських ігор 2020 року, бронзова призерка Олімпійських ігор 2024 року, чемпіонка світу.

## Любительська кар'єра
Чемпіонат світу 2014
- 1/32 фіналу: Перемогла Манель Мехазрі (Алжир) — 3-0
- 1/16 фіналу: Перемогла Марину Малованову (Україна) — 3-0
- 1/4 фіналу: Перемогла Лу Квіг (Китай) — 3-0
- 1/2 фіналу: Перемогла Тіару Браян (США) — 3-0
- Фінал: Програла Зінаїді Добриніній (Росія) — 0-2

Чемпіонат світу 2019
- 1/64 фіналу: Перемогла Жусілен Ромеу (Бразилія) — 3-2
- 1/32 фіналу: Перемогла Станимиру Петрову (Болгарія) — 3-2
- 1/16 фіналу: Перемогла Кіау Жіеру (Китай) — 3-2
- 1/4 фіналу: Перемогла Сену Іріє (Японія) — 4-1
- 1/2 фіналу: Перемогла Каррісс Артінгстол (Велика Британія) — 3-2
- Фінал: Перемогла Людмилу Воронцову (Росія) — 3-2

Олімпійські ігри 2020
- 1/16 фіналу: Перемогла Марселат Сакобі Матшу (Демократична Республіка Конго) — 5-0
- 1/8 фіналу: Перемогла Лін Ю Тінь (Китайський Тайбей) — 3-2
- 1/4 фіналу: Перемогла Єні Аріас (Колумбія) — 5-0
- 1/2 фіналу: Перемогла Ірму Тесту (Італія) — 3-2
- Фінал: Програла Сені Іріє (Японія) — 0-5

Олімпійські ігри 2024
- 1/16 фіналу: Перемогла Джайсмін Ламборія (Індія) — 5-0
- 1/8 фіналу: Перемогла Аміну Зідані (Франція) — 4-1
- 1/4 фіналу: Перемогла Сю Жічюн (Китай) — 5-0
- 1/2 фіналу: Програла Юлії Шеремета (Польща) — 1-4